# Gulltjärn
För sjöar med samma eller snarlika namn, se: Gulltjärnen
Gulltjärn är en by i Robertsfors kommun. Strax söder om byn ligger sjön Gulltjärnen.

## Historia
Enligt en hörsägen så var de första som bosatte sig i Fäboda, nuvarande Gulltjärn, två "vildryssar", vilket skall ha skett någon gång i mitten av 1700-talet. 

## Evenemang
Byn har sedan 1986 ordnat Gulltjärnsdagen. 